# 54967 Millucci
54967 Millucci è un asteroide della fascia principale. Scoperto nel 2001, presenta un'orbita caratterizzata da un semiasse maggiore pari a 2,7471502 UA e da un'eccentricità di 0,0491299, inclinata di 3,93761° rispetto all'eclittica.